# Hyantis emarginata
Hyantis emarginata är en fjärilsart som beskrevs av Hans Fruhstorfer 1921. Hyantis emarginata ingår i släktet Hyantis och familjen praktfjärilar. Inga underarter finns listade i Catalogue of Life.